# کرتارپور، پاکستان
کرتارپور (به انگلیسی: Kartarpur) یک منطقهٔ مسکونی در پاکستان است که در ناحیه نارووال واقع شده‌است. کرتارپور ۱۵۵ متر بالاتر از سطح دریا واقع شده‌است.